# Dauphins du F.C. Sète
Il Dauphins du F.C. Sète è una società francese di sport acquatici, con sede nella città di Sète, la cui squadra di pallanuoto maschile milita nel massimo campionato francese.
Il club fu fondato nel 1907 con il nome di Cette Sports. Nel 1919 diviene sezione del Football Club de Sète 34, da cui il nome, e a partire soprattutto dagli anni novanta ha scalato le gerarchie del nuoto e della pallanuoto nazionali.